# 내재화된 인종주의
사회학 또는 심리학 연구분야에서 내재화된 인종주의(영어: internalized racism)는 억압되는 집단이 스스로에 대한 억압적인 편견을 내면화시키는 인종주의의 형태를 가리킨다. 이를테면, 소외된 집단의 구성원은 자신의 집단에 대한 경멸적이고 억압적인 견해를 가지고 있으며, 자신에 대한 부정적인 편견을 믿기 시작한다.
이를테면, 백인에 대한 미(美)의 이상(理想)은 표백크림과 곱슬머리 교정제의 사용에서 볼 수 있듯이, 흑인 미국인들 사이에서도 강하다. 반면에 「Black is Beautiful」 운동은 흑인 사이에서 인종주의의 내재화라고 믿고 있었던 것을 정착시켰다.

## 같이 보기
- 열등감
- 자기혐오